# Tingolix piperatus
Tingolix piperatus är en insektsart som beskrevs av Rauno E. Linnavuori och Delong 1978. Tingolix piperatus ingår i släktet Tingolix och familjen dvärgstritar. Inga underarter finns listade i Catalogue of Life.